# Kalhuhuraa (Kaafu-atol)
Kalhuhuraa is een van de onbewoonde eilanden van het Kaafu-atol behorende tot de Maldiven.